# Миколајки
Миколајки (пољ. Mikołajki) град је у Пољској у Војводству варминско-мазурском. По подацима из 2012. године број становника у месту је био 3911.

## Становништво
| 2012. |
| ----- |
| 3.911 |